# Cyathea kermadecensis
Cyathea kermadecensis là một loài dương xỉ trong họ Cyatheaceae. Loài này được W.R.B.Oliv. mô tả khoa học đầu tiên năm 1910.
Danh pháp khoa học của loài này chưa được làm sáng tỏ. 